# لافت‌هاوس
لافت‌هاوس (آلمانی: Laufhaus) یک مجموعه تجاری است که در زمینه تن‌فروشی در جنوب آلمان، اتریش و سوئیس فعالیت دارد مرکز اصلی فعالیت آن در شهر کارلسروهه آلمان می‌باشد. در مجتمع‌های لافت‌هاوس روسپیان هر کدام در یک اتاق از مجتمع را در اختیار دارند مشتری هنگام ورود مجتمع با یک خوش‌آمدگو روبه‌رو می‌شود پس از توافق با روسپی در راهرو به عشق‌بازی و سکس با روسپی می‌پردازد. ورودیه در روسپی‌خانه لافت‌هاوس رایگان است.